# آرامگاه آخوند
مقبره آخوند مربوط به دوره صفوی است و در شهرستان کرمان، کوهنبان واقع شده و این اثر در تاریخ ۱ فروردین ۱۳۴۵ با شمارهٔ ثبت ۵۲۸ به‌عنوان یکی از آثار ملی ایران به ثبت رسیده است.